# 橘杏咲
橘 杏咲（たちばな あずさ、2004年10月12日 - ）は、日本の女性声優。東京都出身。アイムエンタープライズ所属。

## 略歴
子供の頃にはアナウンサーになることを将来の夢としていたが、学校では放送部には入部せず、中高一貫校で軽音楽部に所属していた。軽音部に入部したきっかけは『けいおん!』を見ていた母から「あなたと同じ名前の子がいるわよ。楽しそうだし、やってみれば？」と言われたことで、6年間はギターボーカルを担当していたという。そこでアニメソングが好きになり、中学2年の時に『銀魂』を見たことでアニメに夢中になったという。
高校時代は新型コロナウイルス感染症の流行に伴う自粛期間もあり、時間があったことから、見たことがなかったアニメをたくさん見ていたという。そこから中学時代に見ていたアニメの声優が他の作品にも出演していたことから興味を持ち、母に相談し、日本ナレーション演技研究所に入所した。日ナレ卒業後、2021年4月1日よりアイムエンタープライズ所属となった。2022年放送のテレビアニメ『BLEACH 千年血戦篇』がデビュー作となった。
2025年放送のテレビアニメ『ばっどがーる』の優谷優役で初主演を演じる。

## 人物
日ナレの同期に井藤智哉、結川あさき、照井悠希らがいる。その3人とは仲が良く、ゲームをすることも多いという。
趣味は観劇と歌うこと、イラストを描くこと。特技はドッジボール。資格は実用英語技能検定2級。

## 出演
太字はメインキャラクター。

### テレビアニメ
2022年
- BLEACH 千年血戦篇（死神）

2023年
- トモちゃんは女の子!（子ども）
- 勇者が死んだ!（トウカ〈幼少期〉）
- BEYBLADE X（ファン）
- でこぼこ魔女の親子事情（ロッチャ）

2024年
- 真の仲間じゃないと勇者のパーティーを追い出されたので、辺境でスローライフすることにしました2nd（少女）
- 夜のクラゲは泳げない（ファンの女の子）
- 魔導具師ダリヤはうつむかない（妖精）
- 恋は双子で割り切れない（女子生徒、部員）
- カミエラビ
- ダンダダン（女子B）
- 五等分の花嫁＊（リリー）

2025年
- メダリスト（園児）
- 地縛少年花子くん2（生徒F、影ナースC、一つ目C） - 2シリーズ
- ニートくノ一となぜか同棲はじめました（にんにんメイド）
- アン・シャーリー（エラ・メイ・マクファーソン）
- プリンセッション・オーケストラ（一条ながせ / プリンセス・ミーティア）
- ざつ旅-That's Journey-（女子小学生）
- クラシック★スターズ（女子）
- Summer Pockets
- ばっどがーる（優谷優）
- まったく最近の探偵ときたら（翌檜のファン）

時期未定
- カヤちゃんはコワくない（カヤちゃん）

### ゲーム
- 制服カノジョ（2024年、玉依ひまり[11]）
- モンスターストライク（2024年、ユーフリィム[12]）
- リバースブルー×リバースエンド（2024年、紫亜[13]）
- 制服カノジョ2（2025年、玉依ひまり[14]）
- アークナイツ（2025年、パピルス）
- VIRTUAL GIRL @ WORLD'S END（2025年、アイ[15]）

### デジタルコミック
- 星中バスケ部オレンジガール ふきげん男子が特別コーチ！（2023年、桜井風羽[2]）
- ルーチェと白の契約（2024年、ルーチェ・リアメデス[16]）
- 四天王最弱の自立計画　四天王最弱と呼ばれる俺、実は最強なので残りのダメ四天王に頼られてます（2025年、ルシカ・シルヴァ[17]）

### 吹き替え
- インベージョン（ライダー）
- サイコーで、最高のクリスマス（英語版）（ドーラ・サンダース〈アビー・ヴィラスミル〉）
- 龍族 -The Blazing Dawn-（学生）

### インターネット番組
- 春日さくら・伊駒ゆりえ・橘 杏咲のパジャマナイト（2024年 - 、YouTube）[18]
- TVアニメ「ばっどがーる」ワルラジ（2025年、音泉）

### 連載
- 橘杏咲の立ち話もなんですから!（2024年8月[19] - 、声優グランプリ）

## ディスコグラフィ

### キャラクターソング
| 発売日        | 商品名                                      | 歌                               | 楽曲                                                                                                 | 備考                                                             |
| ------------- | ------------------------------------------- | -------------------------------- | --- | ---------------------------------------------------------------- |
| 2025年4月23日 | ゼッタイ歌姫宣言ッ！/君とつなぐオーケストラ | オルケリア                       | 「ゼッタイ歌姫宣言ッ！」                                                                             | テレビアニメ『プリンセッション・オーケストラ』オープニングテーマ |
| 2025年4月23日 | ゼッタイ歌姫宣言ッ！/君とつなぐオーケストラ | オルケリア                       | 「君とつなぐオーケストラ」                                                                           | テレビアニメ『プリンセッション・オーケストラ』エンディングテーマ |
| 2025年6月4日  | 激光 It's ME!                               | プリンセス・ミーティア（橘杏咲） | 「激光 It's ME!」                                                                                    | テレビアニメ『プリンセッション・オーケストラ』挿入歌             |
| 2025年6月4日  | 激光 It's ME!                               | 一条ながせ（橘杏咲）             | 「人生は流星だ☆彡」                                                                                  | テレビアニメ『プリンセッション・オーケストラ』エンディングテーマ |
| 2025年9月17日 | エクストリーム リ・ボーン                   | プリンセス・ミーティア（橘杏咲） | 「エクストリーム リ・ボーン」                                                                        | テレビアニメ『プリンセッション・オーケストラ』挿入歌             |
| 2025年9月17日 | エクストリーム リ・ボーン                   | 一条ながせ（橘杏咲）             | 「大好きを貫いてゆけ」                                                                               | テレビアニメ『プリンセッション・オーケストラ』関連曲             |
| 2025年9月24日 | KING OF EVIL                                | 天狼群                           | 「ツッパリHigh School Rock'n Roll (登校編)」 「彼女の“Modern…”」 「GO! GO! MANIAC」 「KING OF EVIL」 | テレビアニメ『ばっどがーる』関連曲                               |
| 2025年9月24日 | KING OF EVIL                                | 天狼群                           | 「すーぱーびっぐらぶ！」                                                                             | テレビアニメ『ばっどがーる』オープニングテーマ                   |
| 2025年9月24日 | KING OF EVIL                                | 天狼群                           | 「BAD SURPRISE」                                                                                     | テレビアニメ『ばっどがーる』エンディングテーマ                   |
| 2025年9月24日 | KING OF EVIL                                | 優谷優（橘杏咲）                 | 「超らぶふぉーえばーもあ」                                                                           | テレビアニメ『ばっどがーる』関連曲                               |